# Perlbrustschwalbe
Die Perlbrustschwalbe (Hirundo dimidiata) ist eine Vogelart aus der Familie der Schwalben (Hirundinidae).

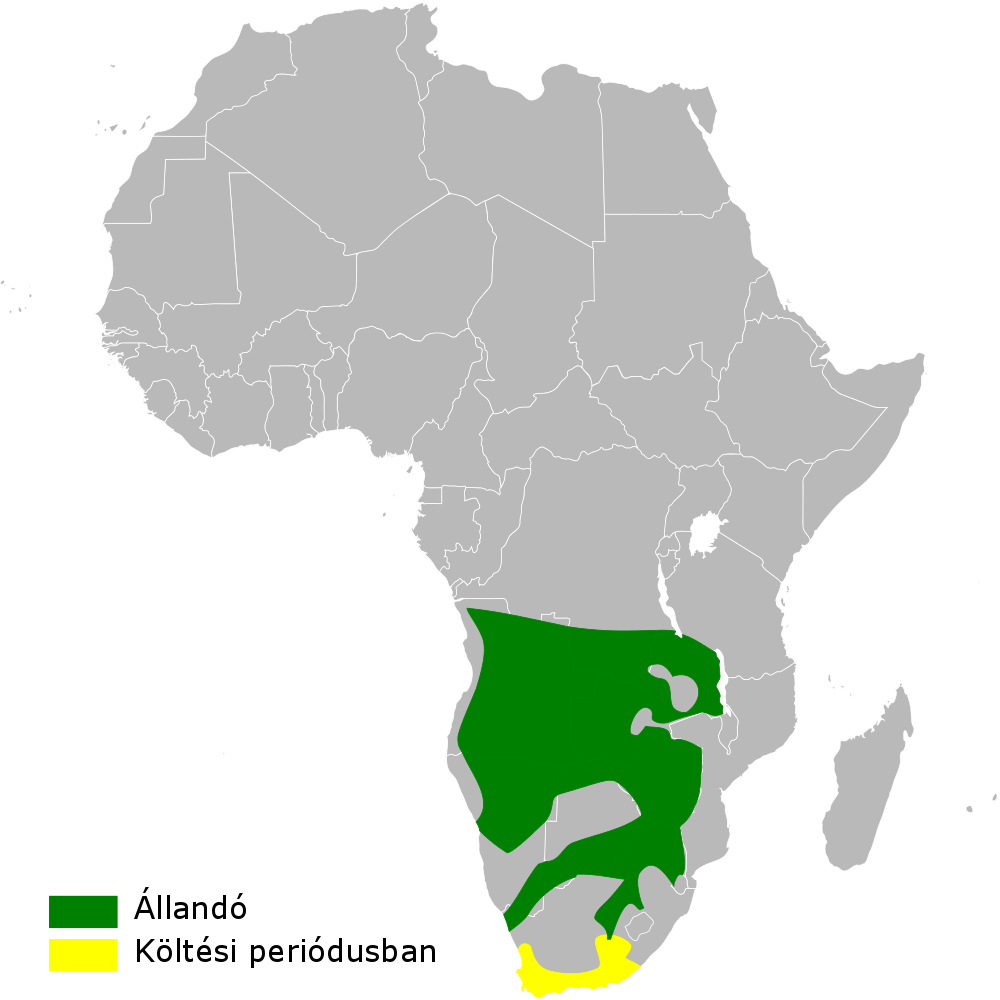
Vorkommen der Perlbrustschwalbe, grün=das ganze Jahr über, gelb=nur zur Brutzeit

Der Vogel kommt in Subsahara-Afrika vor in Angola, Botswana, in der Demokratischen Republik Kongo, in Mosambik, Namibia und Südafrika.
Der Lebensraum umfasst Grasland, Savanne, offene baum- oder buschbestandene Flächen, Ränder und Lichtungen von Miombo, Kulturland und menschliche Siedlung, meist in Wassernähe.
Der Artzusatz kommt von lateinisch dimidiatus ‚halbiert, geteilt‘.
Dieser Vogel ist hauptsächlich ein Standvogel. Im Norden des Verbreitungsgebietes kommt es nach der Brutzeit zu Wanderungsbewegungen Richtung südlich des 26. Breitengrades nach Botswana, Simbabwe, Sambia und in die Demokratische Republik Kongo.

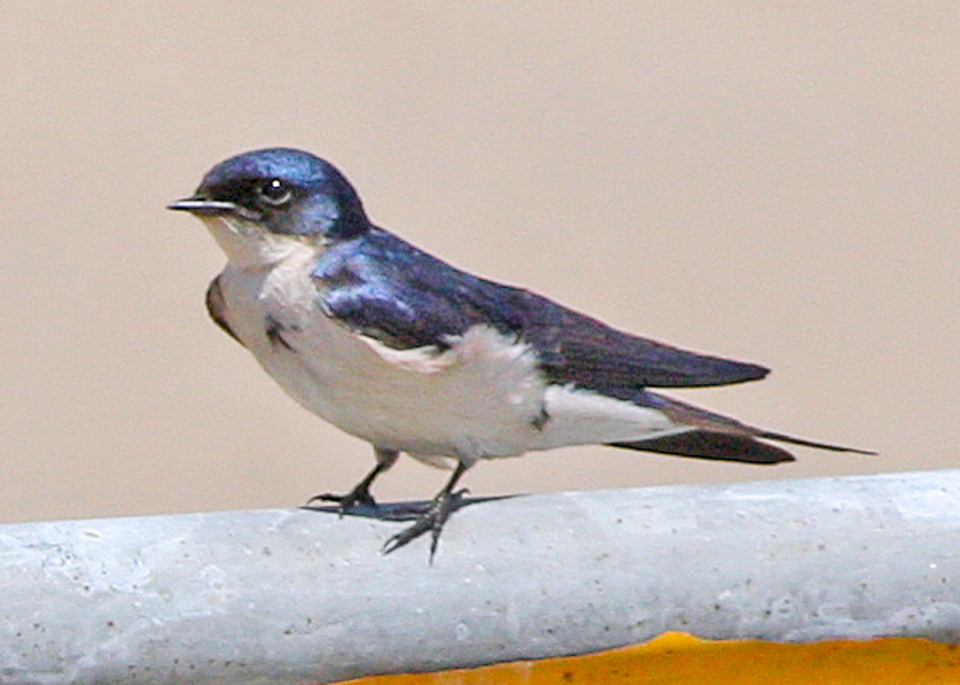
Hirundo dimidiata

## Merkmale
Die Art ist 13–14 cm groß und wiegt 10–15 g, eine kleine, ziemlich einfarbig blaue und weiße Schwalbe. Die Oberseite ist glänzend blau-schwarz, die Flügel sind schwärzlich mit leichtem bläulichem Glanz. Der leicht gegabelte Schwanz ist schwärzlich ohne weiße Flecken oder längere äußere Steuerfedern. Die Unterseite ist grau-weiß mit dunklen Spitzen der Unterschwanzdecken, die Unterflügeldecken sind weiß. Das Weibchen hat einen kürzeren Schwanz und glänzt grünlicher als das Männchen. Jungvögel sind blasser, weniger glänzend und haben kürzere Schwanzfedern.
Die Art sieht wie eine matter gefärbte Rotkappenschwalbe (Hirundo smithii) aus, aber ohne Kastanienbraun am Scheitel oder an den Schwanzfedern, auch hat sie kein Rot am Kopf und kein Weiß auf dem Schwanz.
Die Schwalbe unterscheidet sich von der Graubürzelschwalbe (Pseudhirundo griseopyga) und der Mehlschwalbe (Delichon urbicum) durch die einfarbig blaue Oberseite, auch am Bürzel (nicht blass grau oder weiß), von unten unterscheidet sie sich durch die weiße Flügelzeichnung (nicht dunkel), die weißen Unterflügeldecken mit schwarzen Rändern, auch ist der Schwanz kürzer.

## Geografische Variation
Es werden folgende Unterarten anerkannt:
- H. d. marwitzi Reichenow, 1903, – Angola und Süden der Demokratischen Republik Kongo bis Nordosten Südafrikas und Westmosambik, kleiner und dunkler
- H. d. dimidiata Sundevall, 1850, Nominatform – Namibia und Botswana bis südliches Südafrika

## Stimme
Der Gesang wird als harsches „chip-cheree-chip-chip“, die Rufe als „kss-kss“, „twit“ und „chik chut chuchut“ beschrieben.

## Lebensweise
Die Nahrung besteht aus Insekten, die allein, paarweise oder in kleinen Gruppen, mitunter auch in größeren Schwärmen gejagt werden, gelegentlich auch aus Grassamen. Die Art sitzt gern auf Ansitzen am Boden oder auf Steinen.
Die Brutzeit liegt zwischen August und Oktober in der Demokratischen Republik Kongo, zwischen August und September in Sambia und Malawi, im September in Mosambik, zwischen Oktober und Januar in Namibia, zwischen August und Februar in Simbabwe, hauptsächlich zwischen August und Oktober in Südafrika, aber hauptsächlich zwischen Oktober und Dezember in der Kapregion. Meist wird zweimal gebrütet. Die Nester sind einzeln, gelegentlich in kleinen Gruppen im Kongobecken. Beide Altvögel bauen das Nest über 3 bis 4 Wochen an eine Wand oder an ein Dach nah an einem unbewohnten Gebäude, oder in einer Dole, an Felsen oder im Bau größerer Säugetiere wie Erdferkel (Orycteropus afer) oder Stachelschwein (Hystrix africaeaustralis). Die Nester werden für eine zweite Brut wieder verwendet.
Das Gelege besteht aus 2–4 Eiern, die vom Weibchen bebrütet werden. Die Küken werden von beiden Elternvögeln gefüttert.

## Gefährdungssituation
Der Bestand gilt als „nicht gefährdet“ (Least Concern).